# Aspidosperma neblinae
Aspidosperma neblinae är en oleanderväxtart som beskrevs av Monachino. Aspidosperma neblinae ingår i släktet Aspidosperma och familjen oleanderväxter. Inga underarter finns listade i Catalogue of Life.